# Linaryt
Linaryt – minerał z grupy siarczanów.

## Właściwości
Krystalizuje w układzie jednoskośnym. Kryształy najczęściej z licznymi ścianami, o słupkowym pokroju, rzadko tabliczkowym. Występuje w skupieniach ziemistych i jako naskorupienia. Niebieski w odcieniach ze szklistym połyskiem. 

## Występowanie
Powstaje w strefie utleniania. Towarzyszą mu najczęściej galena, chalkopiryt, brochantyt, malachit oraz cerusyt. Linaryt jest szeroko rozpowszechnionym minerałem na całym świecie. Największe złoża występują w Stanach Zjednoczonych, Wielkiej Brytanii, Niemczech, Francji i Austrii.